# Ralph Denk
Ralph Denk (né le 1er novembre 1973 à Bad Aibling) est un coureur cycliste et dirigeant d'équipes cyclistes allemand. Il dirige l'équipe Bora-Hansgrohe depuis sa création sous le nom NetApp en 2010.

## Biographie
Ralph Denk commence le cyclisme à l'âge de quatorze ans. Coureur amateur jusqu'en 1995, il dispute entre autres le Tour de Bavière et des courses de six jours. Il est plusieurs fois champion de Bavière.
Après sa carrière de coureur, il devient représentant technique de l'entreprise de composants de vélo SRAM en 1996, puis ouvre un magasin de vélo à Raubling en 2000. Il dirige en outre des équipes de VTT et de cyclisme sur route.
Ralph Denk fonde en 2010 une nouvelle équipe professionnelle de cyclisme sur route, baptisée NetApp. Dotée du statut d'équipe continentale pour sa première année, elle acquiert la licence d'équipe continentale professionnelle la saison suivante et dispute son premier Tour de France en 2014. En 2017, cette équipe est renommée Bora-Hansgrohe. Elle obtient une licence World Tour, première division des équipes cyclistes sur route, et recrute notamment Peter Sagan, double champion du monde en titre.